# Searsia dumetorum
Searsia dumetorum är en sumakväxtart som först beskrevs av Arthur Wallis Exell, och fick sitt nu gällande namn av Moffett. Searsia dumetorum ingår i släktet Searsia och familjen sumakväxter. Inga underarter finns listade i Catalogue of Life.